# Pseudophaloe helotes
Pseudophaloe helotes är en fjärilsart som beskrevs av Druce 1884. Pseudophaloe helotes ingår i släktet Pseudophaloe och familjen björnspinnare. Inga underarter finns listade.